# Kari Skogland
Kari Skogland (Ottawa, ...) è una regista, sceneggiatrice e produttrice cinematografica canadese.

## Biografia
La sua carriera inizia in Canada, dirigendo spot pubblicitari e video musicali. Inizia a farsi conoscere dirigendo vari episodi della pluripremiata serie televisiva Traders, per cui ha vinto un Gemini Award alla regia.
Il suo primo lungometraggio per il cinema è Men with Guns, del 1997, con Donal Logue, Callum Keith Rennie e Paul Sorvino. Nel 1999 dirige l'horror Children of the Corn 666 - Il ritorno di Isaac, tratto da un racconto di Stephen King, mentre nel 2002 dirige Wesley Snipes e Linda Fiorentino in Liberty Stands Still.
Nel 2007 dirige The Stone Angel, tratto dal best seller di Margaret Laurence L'angelo di petra e presentato al Toronto International Film Festival. L'anno seguente dirige il drammatico Fifty Dead Men Walking, con Ben Kingsley e Jim Sturgess.
Negli ultimi anni ha lavorato prevalentemente per la televisione, dirigendo svariati episodi di note serie televisive, tra cui Queer as Folk, Shattered, I Borgia e The Listener, di cui è stata anche consulente creativa. 
Dirige nel 2017 la quarta puntata di The Punisher per Netflix. 
Nel 2015 dirige la miniserie televisiva Sons of Liberty - Ribelli per la libertà e nel 2021 è alla regia di The Falcon and the Winter Soldier.